# Martha Ann Rogers
Martha Ann Rogers –conocida como Mattie Rogers– (Apopka, 23 de agosto de 1995) es una deportista estadounidense que compite en halterofilia.
Ganó cuatro medallas de plata en el Campeonato Mundial de Halterofilia entre los años 2017 y 2022. Participó en los Juegos Olímpicos de Tokio 2020, ocupando el sexto lugar en la categoría de 87 kg.

## Palmarés internacional
| Campeonato Mundial | Campeonato Mundial       | Campeonato Mundial | Campeonato Mundial |
| Año                | Lugar                    | Medalla            | Categoría          |
| ------------------ | ------------------------ | ------------------ | ------------------ |
| 2017               | Anaheim (Estados Unidos) | Medalla de plata   | 69 kg              |
| 2019               | Pattaya (Tailandia)      | Medalla de plata   | 71 kg              |
| 2021               | Taskent (Uzbekistán)     | Medalla de plata   | 76 kg              |
| 2022               | Bogotá (Colombia)        | Medalla de plata   | 76 kg              |